# Selección de fútbol sub-15 de Chile
La selección de fútbol sub-15 de Chile es el equipo formado por jugadores de 15 años de edad, que representa a la Federación Chilena de Fútbol en el  Campeonato Sudamericano de Fútbol Sub-15. Su mejor participación en un Sudamericano Sub-15 ha sido en la edición de 2007 en donde logró avanzar a la fase final y en la edición de 2013 en donde llegó a las semifinales, posicionándose en ambos casos en el cuarto lugar.
El año 2003 no lograron la clasificación al mundial, sin embargo dejó buenas impresiones al seleccionar muchos jugadores de regiones, siendo esta un inicio para lo que vendría después. Uno de los jugadores más llamativos y gran ausencia de ese año era el joven jugador de Club deportes la Serena Orlando Andrés Rodríguez Veras que había sido el goleador del campeonato sub-15 ANFP y que por lesión no pudo cumplir su sueño de representar a su País.
En 2012, logró clasificar a la Copa México de Naciones, donde Chile donde quedó en primera fase tras perder ante México I 5-2 y México II por 3-0. Logró ganarle a Canadá aunque no le bastó para clasificar a semifinales.
En 2013 le ganó a México y a Canadá, pero perdió ante Paraguay, 1-3. Luego fue derrotado en cuartos de final ante Argentina en penaltis. Luego en la edición de 2014, debutaría con una victoria ante Bermudas, sin embargo fue eliminada en primera fase tras ser derrotada por Colombia 3-0 y con Portugal 1-0.
Todo ese proceso importante en la Copa México se debió a su gran actuación en el Sudamericano Sub-15 de 2013.

## Estadísticas

### Juegos Olímpicos de la Juventud
| Año               | Ronda                          | Posición                       | PJ                             | PG                             | PE                             | PP                             | GF                             | GC                             |                                |
| ----------------- | ------------------------------ | ------------------------------ | ------------------------------ | ------------------------------ | ------------------------------ | ------------------------------ | ------------------------------ | ------------------------------ | ------------------------------ |
| Singapur 2010     | Sin invitación                 | Sin invitación                 | Sin invitación                 | Sin invitación                 | Sin invitación                 | Sin invitación                 | Sin invitación                 | Sin invitación                 | Sin invitación                 |
| Nankín 2014       | No clasificó                   | No clasificó                   | No clasificó                   | No clasificó                   | No clasificó                   | No clasificó                   | No clasificó                   | No clasificó                   | No clasificó                   |
| Buenos Aires 2018 | Futbol Sala remplazo al Futbol | Futbol Sala remplazo al Futbol | Futbol Sala remplazo al Futbol | Futbol Sala remplazo al Futbol | Futbol Sala remplazo al Futbol | Futbol Sala remplazo al Futbol | Futbol Sala remplazo al Futbol | Futbol Sala remplazo al Futbol | Futbol Sala remplazo al Futbol |

### Campeonato Sudamericano Sub-15
| Año            | Ronda            | Posición | PJ | PG | PE | PP | GF | GC |
| -------------- | ---------------- | -------- | -- | -- | -- | -- | -- | -- |
| Paraguay 2004  | Cuartos de final | 6°       | 4  | 1  | 1  | 2  | 3  | 5  |
| Bolivia 2005   | Primera fase     | 8°       | 4  | 0  | 0  | 2  | 6  | 8  |
| Brasil 2007    | Fase final       | 4°       | 7  | 3  | 2  | 2  | 8  | 10 |
| Bolivia 2009   | Primera fase     | 5°       | 4  | 2  | 0  | 2  | 6  | 8  |
| Uruguay 2011   | Primera fase     | 7°       | 4  | 1  | 1  | 2  | 4  | 7  |
| Bolivia 2013   | Semifinales      | 4°       | 7  | 2  | 1  | 3  | 7  | 9  |
| Colombia 2015  | Primera fase     | 9°       | 4  | 0  | 0  | 4  | 5  | 10 |
| Argentina 2017 | Primera fase     | 5°       | 5  | 2  | 2  | 1  | 12 | 6  |
| Paraguay 2019  | Primera fase     | 11°      | 4  | 0  | 2  | 2  | 4  | 12 |
| Bolivia 2023   | Fase final       | 4°       | 6  | 4  | 1  | 1  | 12 | 6  |

## Última convocatoria
Convocados para el Sudamericano Sub-15 de 2023 a disputarse en Bolivia.
| N.º              | Nombre            | Posición      | Edad | Club                 |
| ---------------- | ----------------- | ------------- | ---- | -------------------- |
| 1                | Vicente Villegas  | Portero       | 15   | Coquimbo Unido       |
| 12               | Vicente Armijo    | Portero       | 16   | Unión Española       |
| 22               | Santiago Tapia    | Portero       | 16   | Colo-Colo            |
| 3                | Alonso Olguín     | Defensa       | 16   | Colo-Colo            |
| 2                | Agustín Silva     | Defensa       | 16   | Colo-Colo            |
| 5                | Francisco Daza    | Defensa       | 16   | Universidad Católica |
| 13               | Bruno Torres      | Defensa       | 16   | Colo-Colo            |
| 4                | Matías Orellana   | Defensa       | 16   | Colo-Colo            |
| 19               | Renato Núñez      | Defensa       | 16   | Universidad de Chile |
| 20               | Martín Jiménez    | Defensa       | 16   | Audax Italiano       |
| 6                | Sebastián Vargas  | Mediocampista | 16   | Santiago Wanderers   |
| 15               | Nicolás Pérez     | Mediocampista | 16   | Deportes Temuco      |
| 16               | Matias Paris      | Mediocampista | 16   | O'Higgins            |
| 8                | Mathias Contreras | Mediocampista | 16   | Universidad Católica |
| 14               | Vicente Martínez  | Mediocampista | 16   | Colo-Colo            |
| 17               | Tomás Ovando      | Delantero     | 16   | Unión Española       |
| 21               | Joaquín Meneses   | Delantero     | 16   | Universidad Católica |
| 7                | Ian Alegría       | Delantero     | 16   | Palestino            |
| 11               | Andher González   | Delantero     | 14   | Deportes Antofagasta |
| 10               | Zidane Yañez      | Delantero     | 16   | New York City        |
| 9                | Yastin Cuevas     | Delantero     | 16   | Colo-Colo            |
| 18               | Yaír Guzmán       | Delantero     | 16   | Cobresal             |
| Bandera de Chile | Ariel Leporati    | Entrenador    |      |                      |

## Entrenadores
Lista incompleta.
- Jorge Aravena (2004)
- José Sulantay (2005)
- Cesar Vaccia (2007)
- George Biehl (2008-2009)
- José Calderón (2010-2011)
- Mariano Puyol (2011-2013)
- Alfredo Grelak (2013)
- Nicolás Córdova (2015)
- Cristián Leiva (2017-2019)
- Hugo Balladares (2019)
- Ariel Leporati (2021-actualidad)